# Kerelőszentpál
Kerelőszentpál (románul Sânpaul, cigányul Sînpala) falu Romániában, Maros megyében, Kerelőszentpál község központja.

## Fekvése
Marosvásárhelytől 19 km-re délnyugatra a Maros bal partján a Kolozsvár-Marosvásárhely országút mellett fekszik. A község a Marosvásárhely Metropoliszövezethez tartozik.

## Története
Árpád-kori település. Nevét 1332-ben Sanctus Paulus néven említik először.
A 16. században Alárdi Ferenc építtette várkastélyát. Itt volt 1575. július 19-én a kerelőszentpáli csata Báthory István fejedelem és Bekes Gáspár serege között. Báthory István megverte a Habsburgok által támogatott Bekes Gáspár hadait. A menekülők egy  része Báthory csapatai elől a várkastélyba menekült, de a fejedelem azt is elfoglalta, majd leromboltatta.
Báthory Istvánnak ez a győztes csata biztosította Erdély függetlenségét, és nyitotta meg az utat Báthory számára a lengyel királyi trón felé.
Ebben a csatában harcolt Balassi Bálint magyar költő is, Bekes Gáspár zsoldjában, de Báthory fogságába esett, és így jutott ki Lengyelországba.
1610-ben Haller István a régi lerombolt várkastély helyén új várkastélyt építtetett.
1704-ben a kurucok foglalták el. A harcok során elpusztult. 1760-ban a régi helyén újabb barokk kastélyt emeltek.
1910-ben 944, többségben magyar lakosa volt, jelentős cigány és román kisebbséggel.
A trianoni békeszerződésig Kis-Küküllő vármegye Radnóti járásához tartozott.
1992-ben 1514 lakosából 656 cigány, 473 magyar, 385 román volt, közülük 869 római katolikus, 409 ortodox, 196 református, 35 görögkatolikus.

## Látnivalók

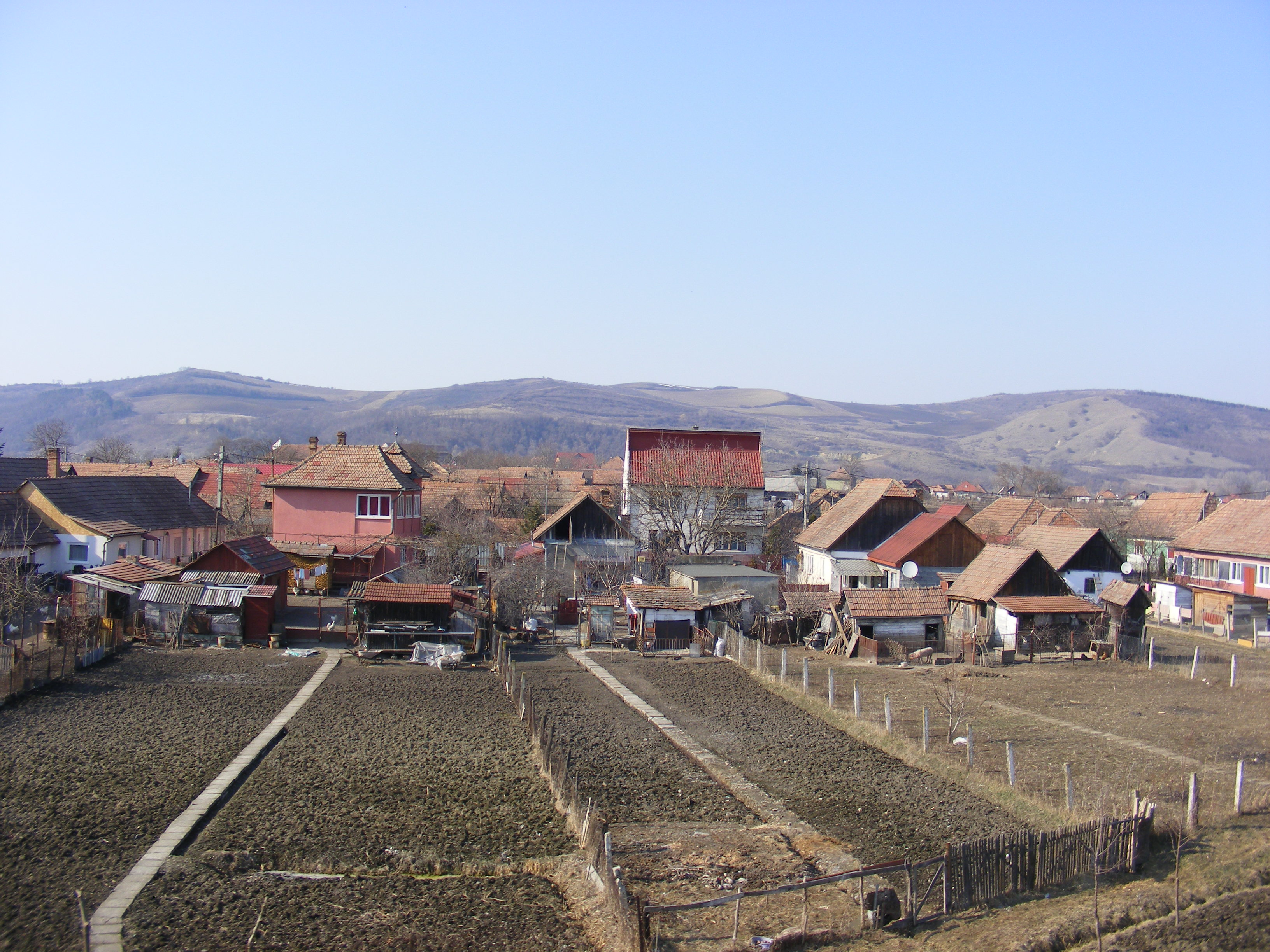
Házak a faluban

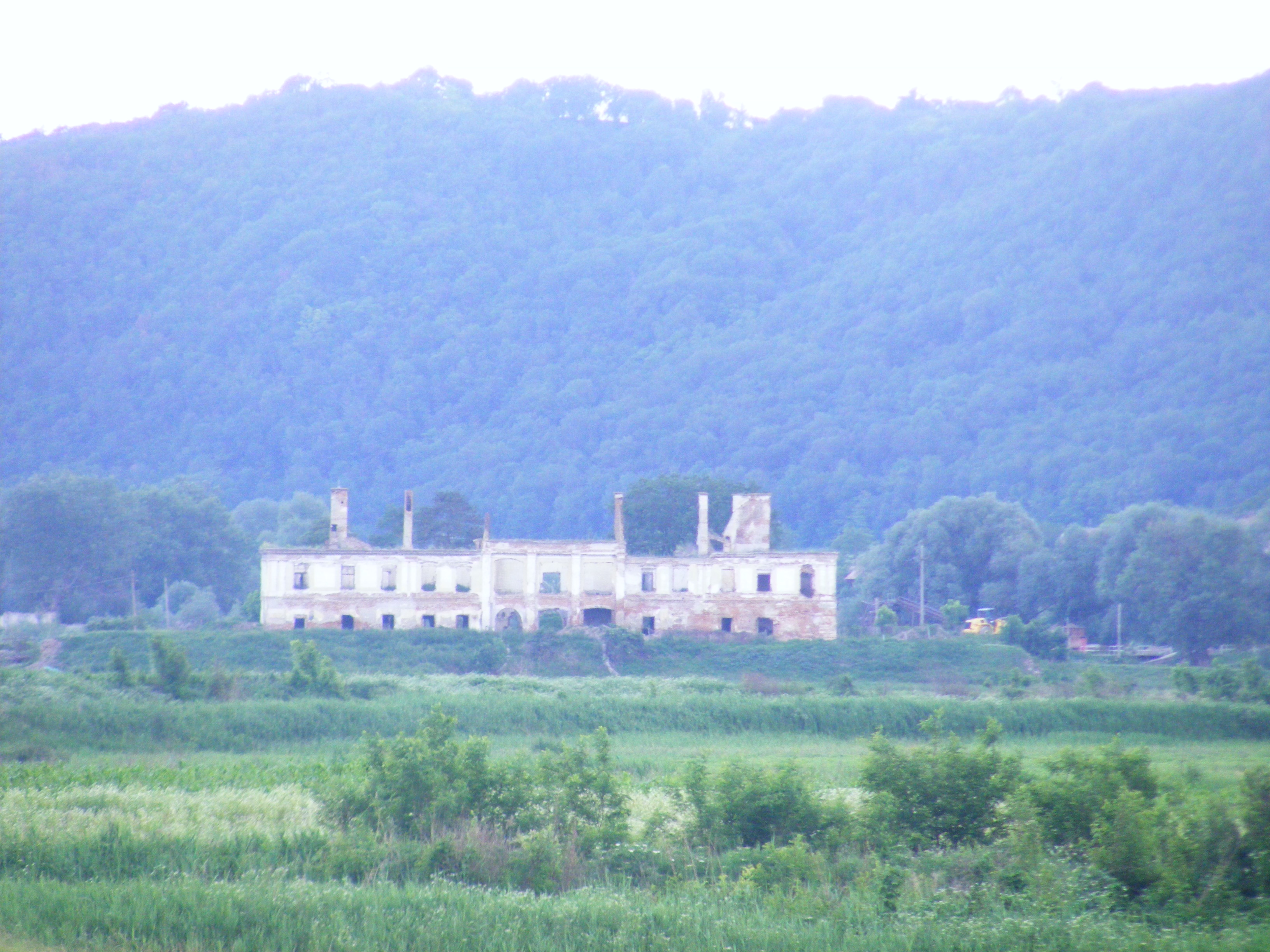
A Haller-kastély romjai

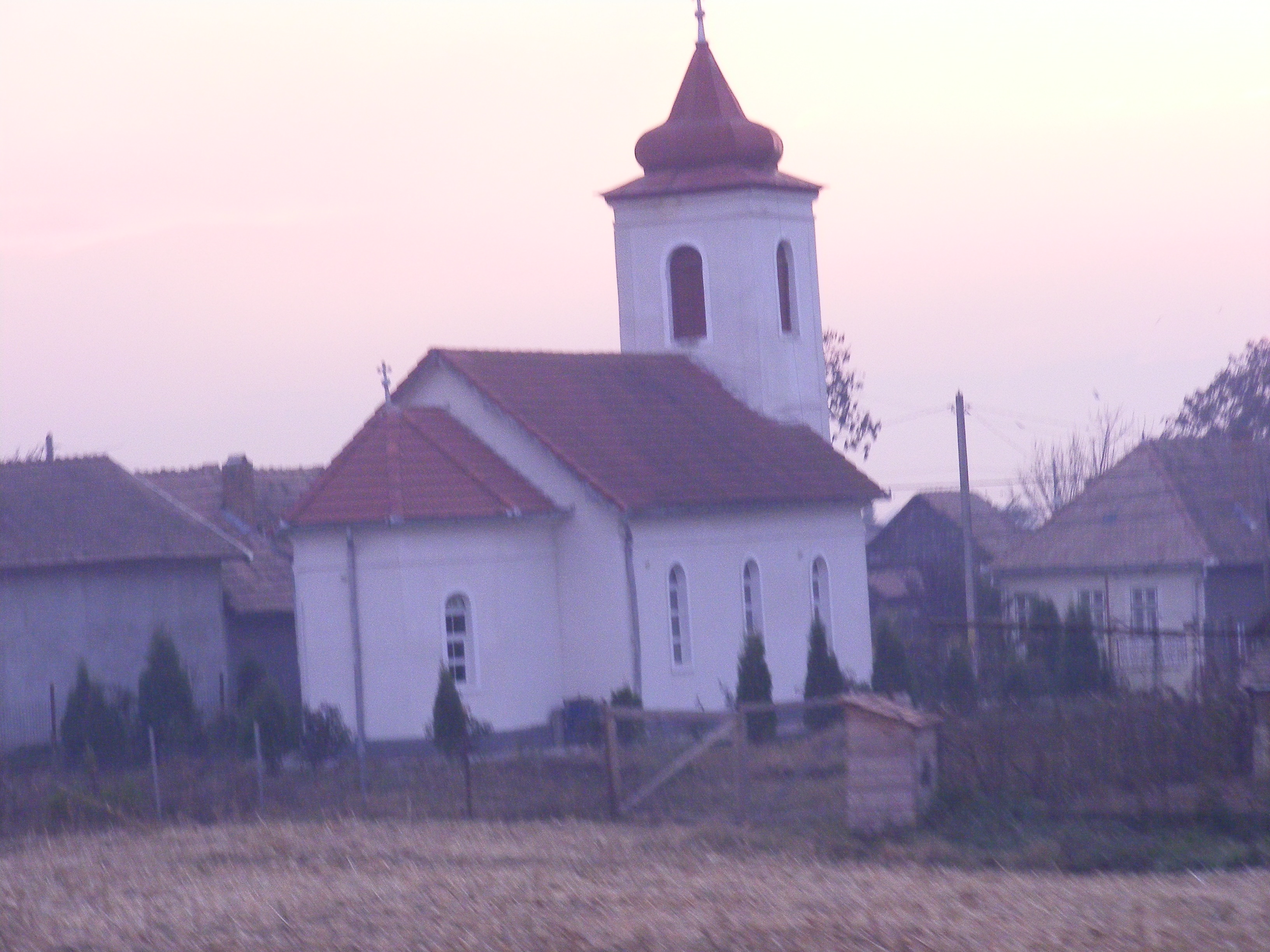
Ortodox templom

- Barokk Haller-kastélya jelenleg elhanyagolt állapotban áll. Közelében egy kápolnában van a Haller család temetkezőhelye. Képek a kerelőszentpáli Haller-kastélyról
- A faluban 14. századi római katolikus templom áll.
- A katolikus templom szomszédságában helyezkedik el a magtár.

## Híres emberek
- Itt született 1918-ban Szabó László művelődési szakember, újságíró, író.
- itt született 1953. VII. 25-én Kádár István, a Gyulafehérvári Egyházmegye kolozsmonostori plébánosa, a Ceausescu-terror elleni magatartás példaadó szereplője.